# Nội các phe đối lập Thái Lan
Nội các Bóng tối (tiếng Thái: คณะรัฐมนตรีเงา hoặc รัฐบาลเงา) là tổ chức không chính thức,chuẩn bị nhân sự cấp cao của phe đối lập trong việc thay thê nội các.Các thành viên trong tổ chức đều từng là thành viên của Nội các.Sau khi Đảng Sức mạnh Nhân dân giành chiến thắng trong cuộc Tổng tuyển cử 2007,Đảng Dân chủ trở thành Đảng đối lập duy nhất. Abhisit Vejjajiva lãnh đạo Đảng Dân chủ, bày tỏ ý định của mình thiết lập một nội các bóng tối để theo dõi hiệu suất chính quyền mới, đề xuất các giải pháp tốt hơn, và cung cấp quan điểm của Đảng Dân chủ trên mỗi quyết định của chính phủ. Nội các bóng tối được công bố 08 tháng 2 năm 2008 sau khi Thủ tướng Samak Sundaravej chính thức nhậm chức.Ngày 15 tháng 12 năm 2008, Thủ tướng Abhisit được Hạ viện bầu để trở thành Thủ tướng kế tiếp, trong vòng một tuần nội các sẽ được thành lập trong đó bao gồm nhiều thành viên nội các bóng tối. Tuy nhiên với Đảng đối lập Đảng Vì nước Thái quyết định không lập Nội các bóng tối.

## Nội các bóng tối của Abhisit
Nội các bóng tối của Abhisit Vejjajica hoạt động từ 8 tháng 2 năm 2008- 15 tháng 12 năm 2008.
| Chức vụ                                             | Bộ trưởng bóng tối            |
| --------------------------------------------------- | ----------------------------- |
| Thủ tướng                                           | Abhisit Vejjajiva             |
| Phó Thủ tướng                                       | Photipong Lumsum              |
| Phó Thủ tướng                                       | Pichase Panvichatku           |
| Phó Thủ tướng                                       | Chamni Sakdiset               |
| Phó Thủ tướng                                       | Suthas Ngernmuen              |
| Phó Thủ tướng                                       | Alongkorn Pollabutr           |
| Phó Thủ tướng                                       | Kasit Piromya                 |
| Bộ trưởng Văn phòng Thủ tướng                       | Nipit Intarasombat            |
| Bộ trưởng Văn phòng Thủ tướng                       | Ong-Art Klampaiboon           |
| Bộ trưởng Bộ Nông nghiệp và Hợp tác xã              | Trairong Suwankiri            |
| Thứ trưởng Bộ Nông nghiệp và Hợp tác xã             | Arkom Engchuan                |
| Bộ trưởng Bộ Thương mại                             | Kiart Sitthi-amorn            |
| Thứ trưởng Bộ Thương mại                            | Sathit Pitudecha              |
| Bộ trưởng Bộ Văn hóa                                | Teera Slukpetch               |
| Bộ trưởng Bộ Quốc phòng                             | General Picharnmet Muangmanee |
| Bộ trưởng Bộ Giáo dục                               | Abhisit Vejjajiva             |
| Thứ trưởng Bộ Giáo dục                              | Kanok Wongtrangan             |
| Thứ trưởng Bộ Giáo dục                              | Chinnaworn Boonyakiat         |
| Bộ trưởng Bộ Năng lượng                             | Jurin Laksanavisit            |
| Bộ trưởng Bộ Tài chính                              | Korn Chatikavanij             |
| Thứ trưởng Bộ Tài chính                             | Chuti Kririksh                |
| Thứ trưởng Bộ Tài chính                             | Sansern Samalapa              |
| Bộ trưởng Bộ Ngoại giao                             | M.R. Sukhumbhand Paripatra    |
| Bộ trưởng Bộ Công nghiệp                            | Chaiwut Bannawat              |
| Bộ trưởng Bộ Thông tin và Công nghệ Truyền thông    | Sathit Wongnongtoey           |
| Bộ trưởng Bộ Nội vụ                                 | Suthep Thaugsuban             |
| Thứ trưởng Bộ Nội vụ                                | Thaworn Senniam               |
| Bộ trưởng Bộ Tư pháp                                | Peerapan Saleeratthavipak     |
| Bộ trưởng Bộ Lao động                               | Paitoon Kaewthong             |
| Bộ trưởng Bộ Tài nguyên và Môi trường               | Vithoon Nambutr               |
| Bộ trưởng Bộ Y tế công cộng                         | Therdpong Chaiyanand          |
| Thứ trưởng Bộ Y tế công cộng                        | Buranat Samuttarak            |
| Bộ trưởng Bộ Khoa học và Công nghệ                  | Khunying Kalaya Sophonpanich  |
| Bộ trưởng Bộ Phát triển Xã hội và An ninh con người | Kraisak Choonhavan            |
| Bộ trưởng Bộ Du lịch và Thể thao                    | Witthaya Kaewparadai          |
| Bộ trưởng Bộ Giao thông vận tải                     | Colonel Winai Sompong         |
| Thứ trưởng Bộ Giao thông vận tải                    | Niphon Boonyamanee            |